# Возрождение (станция)
Возрождение — железнодорожная станция Приволжской железной дороги, расположенная в Хвалынском районе Саратовской области.

## История
В разгар Великой Отечественной войны в этом районе началось строительство одноколейной железной дороги от станции Сенная до города Сызрань. Это нужно было для форсирования отправки грузов и армейских соединений в Сталинград. Строительство шло с двух направлений и в итоге, где они соединились, образовалась станция Возрождение. Впоследствии помимо грузовых, стали ходить и пассажирские поезда, был построен вокзал.

## Деятельность
На станции осуществляется продажа пассажирских билетов, прием и выдача багажа.
Также проводится прием и выдача повагонных отправок грузов и грузов в универсальных контейнерах 3 и 5 тонн (имеются открытые площадки и подъездные пути).

## Дальнее следование по станции
По графику 2021 года через станцию курсируют следующие поезда дальнего следования:
| Круглогодичное обращение поездов | Круглогодичное обращение поездов | Круглогодичное обращение поездов | Круглогодичное обращение поездов |
| № поезда                         | Маршрут движения                 | № поезда                         | Маршрут движения                 |
| -------------------------------- | -------------------------------- | -------------------------------- | -------------------------------- |
| 60                               | Кисловодск — Новокузнецк         | 59                               | Новокузнецк — Кисловодск         |
| 98                               | Кисловодск — Тында               | 97                               | Тында — Кисловодск               |
| 107                              | Волгоград — Нижневартовск        | 108                              | Нижневартовск — Волгоград        |
| 128                              | Адлер — Красноярск               | 127                              | Красноярск — Адлер               |
| 130                              | Анапа — Красноярск               | 129                              | Красноярск — Анапа               |
| 142                              | Симферополь — Екатеринбург       | 141                              | Екатеринбург — Симферополь       |
| 148                              | Астрахань — Нижневартовск        | 147                              | Нижневартовск — Астрахань        |
| 344                              | Адлер — Челябинск                | 343                              | Челябинск — Адлер                |
| 354                              | Адлер — Пермь                    | 353                              | Пермь — Адлер                    |
| 374                              | Махачкала — Тюмень               | 373                              | Тюмень — Махачкала               |
| 446                              | Кисловодск — Екатеринбург        | 445                              | Екатеринбург — Кисловодск        |

| Сезонное обращение поездов | Сезонное обращение поездов     | Сезонное обращение поездов | Сезонное обращение поездов     |
| № поезда                   | Маршрут движения               | № поезда                   | Маршрут движения               |
| -------------------------- | ------------------------------ | -------------------------- | ------------------------------ |
| 206                        | Анапа — Иркутск                | 205                        | Иркутск — Анапа                |
| 230                        | Анапа — Северобайкальск        | 229                        | Северобайкальск — Анапа        |
| 236                        | Анапа — Тында                  | 235                        | Тында — Анапа                  |
| 244                        | Анапа — Новокузнецк            | 243                        | Новокузнецк — Анапа            |
| 452                        | Адлер — Ижевск                 | 451                        | Ижевск — Адлер                 |
| 458                        | Анапа — Челябинск              | 457                        | Челябинск — Анапа              |
| 492                        | Адлер — Казань                 | 491                        | Казань — Адлер                 |
| 494                        | Анапа — Ульяновск              | 493                        | Ульяновск — Анапа              |
| 504                        | Анапа — Уфа                    | 503                        | Уфа — Анапа                    |
| 510                        | Новороссийск — Казань          | 509                        | Казань — Новороссийск          |
| 516                        | Анапа — Ижевск                 | 515                        | Ижевск — Анапа                 |
| 520                        | Анапа — Орск                   | 519                        | Орск — Анапа                   |
| 522                        | Новороссийск — Приобье         | 521                        | Приобье — Новороссийск         |
| 538                        | Адлер — Уфа                    | 537                        | Уфа — Адлер                    |
| 590                        | Адлер — Тюмень — Новый Уренгой | 589                        | Новый Уренгой — Тюмень — Адлер |